# 사토 나오타케

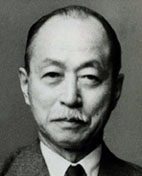
사토 나오타케

사토 나오타케(일본어: 佐藤 尚武, 1882년 10월 30일 ~ 1971년 12월 18일)는 일본의 외교관이자 정치인으로, 하야시 센주로 내각에서 외무대신을 지냈다. 전후에는 참의원 의장 등을 지냈으며, 제2차 세계 대전 말기 소비에트 연방의 대일 선전포고 당시, 주 소비에트 연방 대사이기도 했다.
오사카부 출신으로 히로사키번사이자 오키나와현 경찰부장 다나카 곤로쿠(田中坤六)의 차남으로 태어났다. 1904년 도쿄 상업학교 (지금의 히토츠바시 대학) 전과를 졸업하고, 1905년 외교관 및 영사관 시험에 합격해 외무성에 들어갔다.
하얼빈 총영사, 국제 연맹 사무국장을 거쳐 1929년 런던 해군 군축 조약 사무총장, 1930년 주 벨기에 특명 전권대사, 1933년 주 프랑스 특명 전권대사, 1937년 일본의 외무대신, 1938년 일본 외무성 외교 고문, 1940년 주 이탈리아 특명 전권대사를 지내고, 1942년 도고 시게노리 당시 일본 외무대신의 요청으로 주 소비에트 연방 특명 전권대사가 되었다.
외무대신 시절에는 제국 의회에서 전쟁 회피를 주장하였으며, 그의 주 소비에트 연방 대사 임명은, 일본의 전세 악화 가운데 일소 중립 조약을 체결했던 소비에트 연방의 중개를 통해 연합국과의 평화 모색을 위한 임무 중 하나로 간주되었다. 하지만, 사토는 이미 전쟁의 대세가 정해진 이상 소비에트 연방이 중개역에 설 가능성은 적다고 판단하였고, 조기 종전을 재촉하는 기밀 전보를 도쿄로 돌려보냈다. 결국 1945년 8월 8일, 크렘린에서 소비에트 연방의 외무장관 뱌체슬라프 몰로토프에 의해 대일 선전 포고가 선언되었으며, 일제가 그 해 8월 15일 항복하여 전쟁은 막을 내렸다.
전후에는 참의원 의원에 당선되었으며, 1949년부터 1953년까지 참의원 의장을 지냈다.